# Ebba Bernadotte
Ebba Bernadotte (nascida Ebba Henrietta Munck af Fulkila; 24 de outubro de 1858 - 16 de outubro de 1946) foi a esposa do príncipe Óscar Bernadotte, o segundo filho do rei Óscar II e da rainha Sofia de Nassau.

## Vida
Ebba era filha do nobre coronel Carl Jacob Munck af Fulkila e da Baronesa Henrica Cederström e irmã do tenente-general Bror Munck. Ela era uma dama de companhia da princesa, Vitória de Baden. Ebba e Óscar visitaram uma igreja norueguesa durante a sua estadia em Amesterdão e se apaixonou: Ebba era uma religiosa e influenciou Óscar a este respeito. Quando Óscar disse à sua família que queria se casar com Ebba, eles estavam escandalizados e ele foi forçado a tomar um período de reflexão de dois anos, e Ebba foi descartada como uma dama de companhia. Em 1887, Óscar disse a sua família que ele não tinha mudado sua mente, e da Casa Real deu o seu consentimento para o casamento com a condição de que os irmãos de Óscar assinaram um documento prometendo que eles nunca devem entrar em um casamento semelhante, o que eles fizeram.
Em 21 de janeiro de 1888, uma reunião foi organizada no Palácio Real de Estocolmo, onde Ebba e Óscar foram autorizados a dançar com o outro, e em 29 de janeiro 1888, o noivado foi anunciado formalmente. A partida foi considerada como uma grande tristeza dentro da casa real, mas recebeu muita simpatia do público. Foi dito que uma ponte tinha sido colocada entre as pessoas e a casa real: "A ponte Munck", e o fato de que Óscar teve de desistir de seu título real feitas as pessoas dizem que o rei não tinha mais quatro filhos, mas apenas três, como um deles "casado e tinha que parar". Quando o casal deixou Estocolmo, uma grande multidão se reuniu na estação de trem para vê-los fora e mostrar seu apoio.
Ebba e Óscar se casaram em 15 de março de 1888 em Saint Stephens Church em Bournemouth na Inglaterra pelo vigário Gustaf Beskow, que estava perto da rainha Sofia de Nassau, na presença da mãe de Óscar, a rainha Sofia, dois de seus irmãos, o príncipe Carlos, Duque da Gotalândia Ocidental e Eugênio, Duque da a Nerícia, e sua prima a princesa dinamarquesa, Luísa da Suécia, assim como a mãe e irmão de Ebba. Na Suécia, ela foi dado o título sem esclarecimento da "Princesa Bernadotte" em vez do real "Princesa da Suécia".
Após seu casamento, Ebba Bernadotte dedicou sua vida à caridade cristã. O casal viveu uma vida simples em Estocolmo longe da corte real e foi considerado com muita simpatia, devido às circunstâncias de seu casamento. O relacionamento deles foi descrito como feliz, e dedicaram-se a seus interesses comuns na religião e Cristiano influenciado trabalho social. Ebba Bernadotte era um membro de um número de diferentes organizações de caridade cristã: em 1894, ela se tornou um membro da Lapska missionens vänner (Amigos da Missão de Sami), em 1897-1912, foi membro do conselho da Kristliga föreningens av unga kvinnor (Sociedade cristã para as mulheres jovens) e em 1900, tornou-se presidente da Bokpåsemissionen för Sjöman, que teve suas reuniões em sua casa.

### Brasões
| Brasão da família Munck af Fulkila (1858–1888) | Brasão de Ebba como Princesa Bernadotte (1888–1946) |